# Mondorf-les-Bains
Mondorf-les-Bains (lucembursky Munneref, německy Bad Mondorf) je lázeňské město v Lucembursku. Leží v kantonu Remich v jihovýchodní části země a žije v něm přibližně 2 800 obyvatel. 
Lokalitu obývali již Keltové a Římané zde zřídili pevnost chránící významnou cestu z Met do Trevíru. Název městečka je odvozován od Muominy, neteře Karla Velikého. V roce 1769 byla dohodnuta hranice mezi Francií a Habsburským Nizozemím na říčce Gander a původní Mondorf tím byl rozdělen na lucemburskou (pozdější Mondorf-les-Bains) a francouzskou část (pozdější Mondorff v departementu Moselle).
V roce 1841 zde byly objeveny termální prameny, které léčí poruchy zažívání. V roce 1847 vzniklo první lázeňské zařízení a roku 1886 byly lázně zestátněny. Staly se populárním rekreačním střediskem a vznikly zde četné secesní vily, které navrhl architekt Eugène Fichefet. K lázeňskému areálu patří park o rozloze přes čtyřicet hektarů s oranžerií. V roce 1945 v místním Palace Hotelu vznikl Camp Ashcan, kde byli internováni nacističtí váleční zločinci v čele s Hermannem Göringem.
V roce 1910 v Mondorfu vzlétlo první letadlo na lucemburském území. Na památku události bylo v roce 2012 otevřeno letecké muzeum. Před muzeem se nachází busta Jurije Gagarina.
K dalším památkám patří , kostel sv. Michaela a synagoga. Na náměstí se nachází kašna se sochou myšky Ketti, postavy z knih místního rodáka Augusta Liesche. Je zde v provozu jediné kasino v Lucembursku. Ve městě se rovněž vyrábí šumivé víno, které má chráněné označení Crémant de Luxembourg.
Mondorf-les-Bains je centrem stejnojmenné obce, která má rozlohu 13,6 km² a přibližně 5 000 obyvatel. Patří k ní tři sídla: Mondorf-les-Bains, Altwies a Ellange.